# John Gastall
John William Holden Gastall (25 tháng 5 năm 1913 – 1997) là một cầu thủ bóng đá người Anh thi đấu ở vị trí tiền đạo trung tâm.